# غيتسهيد

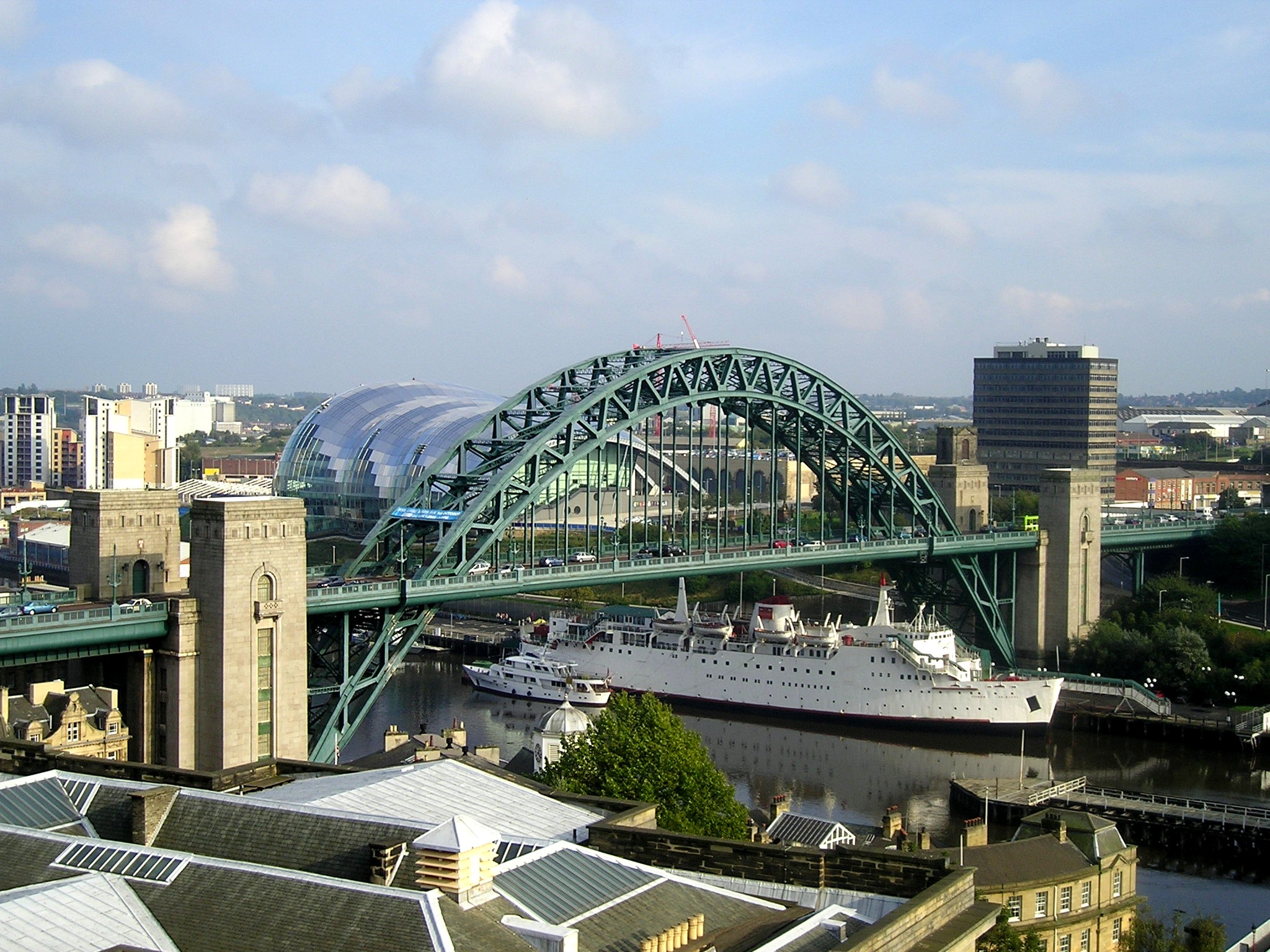
جسر غيتسهيد ميلينيوم، يربط بين نيوكاسل أبون تاين وجيتسهيد

غيتسهيد هي بلدة تقع شمال شرق إنكلترا، في ضواحي نيوكاسل في مقاطعة تاين ووير، يقدر تعداد سكانها بحوالي 80,000 نسمة.

## الموقع الجغرافي
تقع جيتشيد على الضفة الجنوبية لنهر التاين، ومقابلة لنيوكاسل أبون تاين

## المناخ
يظهر الجدول التالي التغييرات المناخية على مدار السنة لغيتسهيد:
| البيانات المناخية لـغيتسهيد       | البيانات المناخية لـغيتسهيد | البيانات المناخية لـغيتسهيد | البيانات المناخية لـغيتسهيد | البيانات المناخية لـغيتسهيد | البيانات المناخية لـغيتسهيد | البيانات المناخية لـغيتسهيد | البيانات المناخية لـغيتسهيد | البيانات المناخية لـغيتسهيد | البيانات المناخية لـغيتسهيد | البيانات المناخية لـغيتسهيد | البيانات المناخية لـغيتسهيد | البيانات المناخية لـغيتسهيد | البيانات المناخية لـغيتسهيد |
| الشهر                             | يناير                       | فبراير                      | مارس                        | أبريل                       | مايو                        | يونيو                       | يوليو                       | أغسطس                       | سبتمبر                      | أكتوبر                      | نوفمبر                      | ديسمبر                      | المعدل السنوي               |
| --------------------------------- | --------------------------- | --------------------------- | --------------------------- | --------------------------- | --------------------------- | --------------------------- | --------------------------- | --------------------------- | --------------------------- | --------------------------- | --------------------------- | --------------------------- | --------------------------- |
| متوسط درجة الحرارة الكبرى °م (°ف) | 7 (45)                      | 8 (46)                      | 10 (50)                     | 11 (52)                     | 14 (57)                     | 17 (63)                     | 19 (66)                     | 20 (68)                     | 17 (63)                     | 13 (55)                     | 10 (50)                     | 7 (45)                      | 13 (55)                     |
| متوسط درجة الحرارة الصغرى °م (°ف) | 3 (37)                      | 3 (37)                      | 4 (39)                      | 5 (41)                      | 8 (46)                      | 10 (50)                     | 13 (55)                     | 13 (55)                     | 10 (50)                     | 7 (45)                      | 5 (41)                      | 3 (37)                      | 7 (45)                      |
| الهطول مم (إنش)                   | 43 (1.7)                    | 41 (1.6)                    | 38 (1.5)                    | 66 (2.6)                    | 48 (1.9)                    | 61 (2.4)                    | 48 (1.9)                    | 61 (2.4)                    | 51 (2)                      | 61 (2.4)                    | 66 (2.6)                    | 56 (2.2)                    | 640 (25.3)                  |
| المصدر: Weatherbase               |                             |                             |                             |                             |                             |                             |                             |                             |                             |                             |                             |                             |                             |

## توأمة
لغيتسهيد اتفاقيات توأمة مع:
- سان إتيان دو روفراي

## أعلام
- توماس بيويك
- بيل كاسيدي
- جاك مارتن
- بول غاسكوين
- أندي كارول